# Rothschildia semiimmaculata
Rothschildia semiimmaculata är en fjärilsart som beskrevs av Lion F. Gardiner 1962. Rothschildia semiimmaculata ingår i släktet Rothschildia och familjen påfågelsspinnare. Inga underarter finns listade.